# Nacaduba lydia
Nacaduba lydia är en fjärilsart som beskrevs av Hans Fruhstorfer 1916. Nacaduba lydia ingår i släktet Nacaduba och familjen juvelvingar. Inga underarter finns listade i Catalogue of Life.